# Promise of Migratory Birds
Promise of Migratory Birds (chinês: 十五年等待候鸟, pinyin: Shíwǔ nián děngdài hòuniǎo, lit. ‘Quinze anos à espera de aves migratórias’) é uma série chinesa adaptada da obra 十五年等待候鸟, de Ying Feng, estrelada por Zhang Ruoyun, Sun Yi, Deng Lun, Zhang Xueying, Li Chun Lin e Liu Meihan. A série foi originalmente transmitida pela Hunan TV.

## Elenco

### Protagonistas
| Ator          | Personagem    | Introdução | Ref   |
| ------------- | ------------- | ---------- | ----- |
| Zhang Ruoyun  | Pei Shangxuan |            | [ 1 ] |
| Sun Yi        | Li Li         |            | [ 1 ] |
| Deng Lun      | Liu Qianren   |            |       |
| Zhang Xueying | Han Yichen    |            |       |

### Coadjuvantes
| Ator            | Personagem                                      | Introdução | Ref            |
| --------------- | ----------------------------------------------- | ---------- | -------------- |
| Li Chung Lin    | Dan Ni Er                                       |            |                |
| Liu Meihan      | Li Jun                                          |            |                |
| Ryan Zhu        | Sun Yu                                          |            |                |
| Dai Chao        | Qiu Zi An                                       |            |                |
| Huang Xiao Lin  | Shu Min                                         |            |                |
| Zheng He Hui Zi | Su Su                                           |            |                |
| Wei Ai          | Pai de Liu Qianren's father e padrasto de LiLi. |            |                |
| Han Shu Mei     |                                                 |            |                |
| Fu Jia          | Professor Gao                                   |            |                |
| Tian Lei        | Li Guo Qiang                                    |            |                |
| Xi Ge           | Wang Shi Xiao                                   |            |                |
| Zhao Zheng Yang | Da Wei                                          |            | Ator convidado |

## Ligações Externas
- Promise of Migratory Birds. no IMDb.
- Fifteen Years to Wait for Migratory Birds no MyDramaList
- Fifteen Years to Wait for Migratory Birds no Weibo